# کشتار درسیم
کشتار دِرسیم در میانه سال‌های ۱۹۳۷ و ۱۹۳۸ در جایی که اکنون استان درسیم نامیده می‌شود روی داد.
در این سال‌ها ۶۵ تا ۷۰ هزار تن از  کردهای زازا توسط ارتش ترکیه کشته و هزاران نفر تبعید شدند. سید رضا از کردهای زازا رهبر اعتراضات بود. برخی آمارها حاکی از قتل‌عام حدود ۵۰ تا ۷۰ هزار نفر در حملات نیروی هوایی و زمینی ترکیه به درسیم است اما دولت ترکیه ادعا می‌کند که ۱۲ هزار نفر در این جریان کشته شده‌اند.

## شورش در درسیم
خبرگزاری فرات نزدیک به حزب کارگران کردستان مدعی شده‌است که در گزارش‌های محرمانه بدست آمده از تاریخ ۴ می ۱۹۳۷ از هیئت وزیران و مجلس ترکیه آمده‌است:
بایستی درسیم محاصره شود. کردها بایستی در جامعه ترک ذوب شده و مستحیل شوند. بایستی نیروهای نظامی به جستجو در درسیم اقدام کرده و ضمن بررسی غارهایی که مردم در آن‌ها پناه می‌گیرند، تمامی راه‌ها، سنگرها و اراضی مردم نیز مورد کنترل قرار گیرند.
خبرگزاری فرات همچنین مدعی شده‌است که در صدای ضبط‌شده یک مقام پلیس وقت ترکیه بنام احسان صبری چاغلایانگیل (او بعدها در دهه شصت و هفتاد میلادی سه بار سمت وزیر خارجه ترکیه را بر عهده داشت) که پس از گذشت سال‌ها از رویداد کشتار درسیم منتشر شده، می‌گوید:
در غارها پنهان شده بودند ولی ارتش با پرتاب نوعی گاز در داخل غارها آن‌ها را مانند موش سم پاشی کرد. از بچه‌های ۷ ساله تا ۷۰ ساله‌ها در درسیم سر بریده شدند.

## کشتار کردهای علوی در جنگ جهانی نخست
بر پایه مجله تحقیقات نسل‌کشی، با رهبری گروه ترکان جوان برنامه از میان بردن هویت مردم کرد، بیرون راندن آن‌ها از ترکیه و جابجایی آن‌ها در گروهای کوچکتر انجام شده‌است. در این دوره مردم کرد مجبور به جابجایی و پیاده‌روی‌های مرگ‌آور و اجبار به ترک کردن گردیدند. ترکان جوان این برنامه را در درازای جنگ جهانی اول اجرا کردند که در طی آن ۷۰۰ هزار کرد و زازا مجبور به جابجایی اجباری شدند. در میان این جابجایی‌های اجباری، حدود ۳۵۰ هزار نفر از آنان کشته شدند . این کردها توسط گروه ترکان جوان مجبور به راهپیمایی‌های مرگ‌آور شبیه به آنچه برای ارامنه اتفاق افتاد شدند. که بخشی از برنامه‌ای بود که برای از بین بردن هویت کردها در ترکیه انجام شد. همچنین این جنبش دلیلی است بر نگاهی که دولت ترکیه تا سال ۱۹۹۱ به کردها داشته‌است. در تلاشی برای انکار هویت کردها دولت ترکیه تا سال ۱۹۹۱ اقداماتی ضد کرد های تجزیه طلب که افکار تروریستانه داشتندکه در پی آن مردم بیگناه آسیب میدید کردها را جزو ترک‌های کوهستانی رده‌بندی می‌کرد.

## نگارخانه

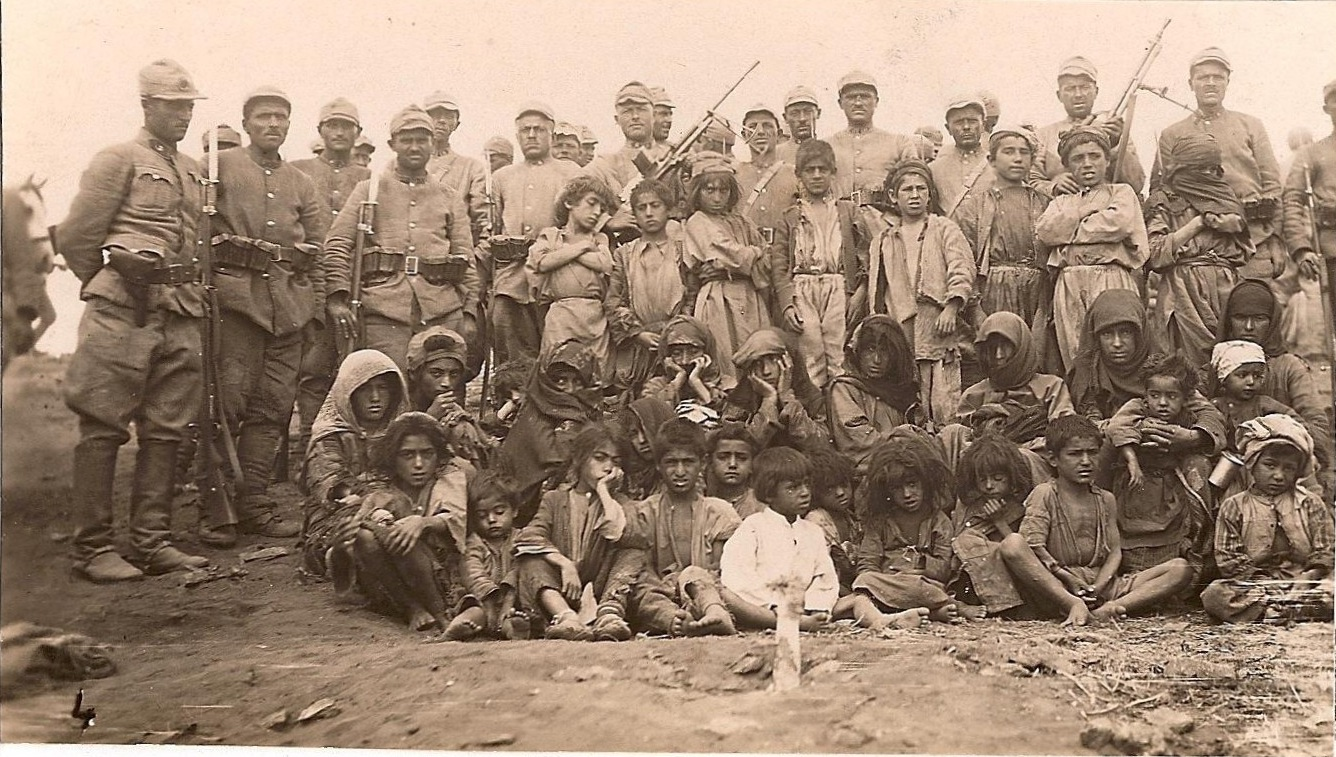
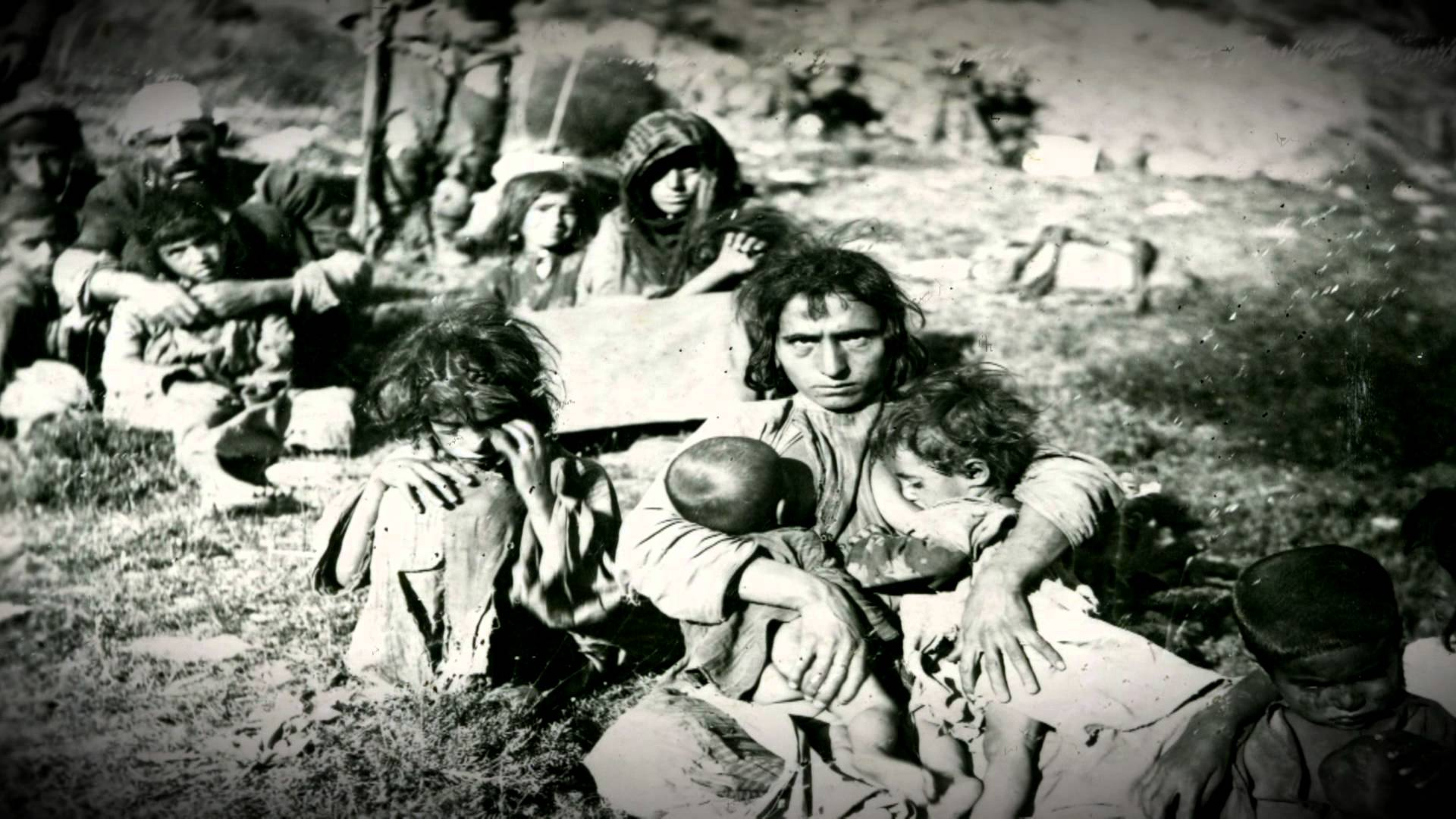